# 淺野站 (愛知縣)
淺野站（日语：／ Asano eki */?）是位於愛知縣一宮市淺野（在開業時位於愛知縣丹羽郡西成村），名古屋鐵道一宮線的鐵道車站（廢站）。
車站遺址附近設有淺野長政舊邸跡（現時：淺野公園）。

## 歷史
在大正時代，前廣島藩藩主淺野長勲的祖先淺野長政到訪舊邸跡之際，曾經數次使用鐵路來往押切町站與此站之間。當時乘坐貴賓車ToKu1、ToKu2號。
- 1912年（大正元年）8月6日 - 車站啟用[1]。
- 1962年（昭和37年） - 貨運業務廢除[2]。
- 1965年（昭和40年）4月25日 - 一宮線（岩倉至東一宮）全線廢除，此站也被廢除[1]。

## 車站構造
截至車站廢除前，此站是地面車站，設有1面2線的島式月台。此站設有站房。

### 配線圖
| ← 岩倉方向                           | 淺野站 站內配線略圖 | → 東一宮方向 |
| 图例 参考文献： 虛線是雙線時代的構造 |                     |              |

## 現況
名古屋鐵道一宮線遺址變為了愛知縣道149號淺野羽根岩倉線。在淺野公園南邊約300米設有此站遺址。站房遺址變為JA愛知西淺野分店。

## 相鄰車站
名古屋鐵道
一宮線
羽根－淺野－印田

## 注腳
1. 1 2  . 新潮社. 2008-11-18: 50.
2. ↑  名古屋鉄道広報宣伝部（編）. . 名古屋鉄道. 1994: 340 （日语）.
3. ↑  神田功 「一宮線の廃線跡を辿る」，《鐵道畫刊（日语：鉄道ピクトリアル） No.624 1996年7月增刊號》，p.170，電氣車研究會（日语：電気車研究会），1996年